# São Sebastião do Maranhão
São Sebastião do Maranhão – miasto i gmina w Brazylii, w stanie Minas Gerais. Znajduje się w mikroregionie Peçanha.